# 코레일네트웍스
서비스사업법인 코레일네트웍스(KORAIL networks Co., Ltd.)는 한국철도공사의 계열사로, 철도 멤버십 및 마일리지 사업, 교통카드 사업, 역무 사업, 역세권 개발 사업, 주차 사업 등을 주요 사업으로 하는 대한민국 국토교통부 산하 기타공공기관이다. 서울특별시 용산구 한강대로 69, 업무동 13층,14층 (한강로2가, 용산푸르지오써밋)에 위치하고 있다.

## 주요 연혁
- 2004년 9월 21일: 서울특별시 중구 봉래동2가 122에서 자본금 750,000,000원으로 주식회사 코레일서비스넷으로 설립.
- 2004년 11월 19일: 자본금을 2,800,000,000원으로 증액.
- 2004년 12월 17일: 자본금을 2,950,000,000원으로 증액.
- 2006년 7월 25일: 서울특별시 용산구 한강로3가 소재 철도회관으로 본사 이전.
- 2006년 10월 21일: 자본금을 6,223,055,000원으로 증액.
- 2006년 10월 27일: 서울특별시 중구 봉래동2가 소재 주식회사 인터내셔널패스앤커머스를 흡수합병.
- 2006년 11월 1일: 서울특별시 중구 봉래동2가 소재 한국철도공사 서울사옥으로 복귀.
- 2007년 1월 25일: 코레일네트웍스주식회사로 상호 변경.
- 2009년 1월 29일: 서울특별시 용산구 한강로3가 소재 코레일개발 주식회사 흡수합병. 자본금을 7,153,700,000원으로 증액.
- 2012년 12월 21일: 서울특별시 용산구 한강대로30길 소재 센트레빌아스테리움으로 본사 이전.
- 2018년 4월 2일: 현 위치인 서울특별시 용산구 한강대로 용산푸르지오써밋으로 이전.

## 주요기능 및 역할
- 역무 사업: 주요역의 역무·창구 서비스 수행
- 주차 사업: 역사 내의 주차 시설 운영 및 관리
- 교통카드 사업: 레일플러스의 운영 및 관리
- 교통 사업: 광명역 - 인천공항 구간 KTX 공항버스 운영
- 택배/운송 사업: KTX특송서비스
- 철도고객센터 운영

## 교통사업 현황

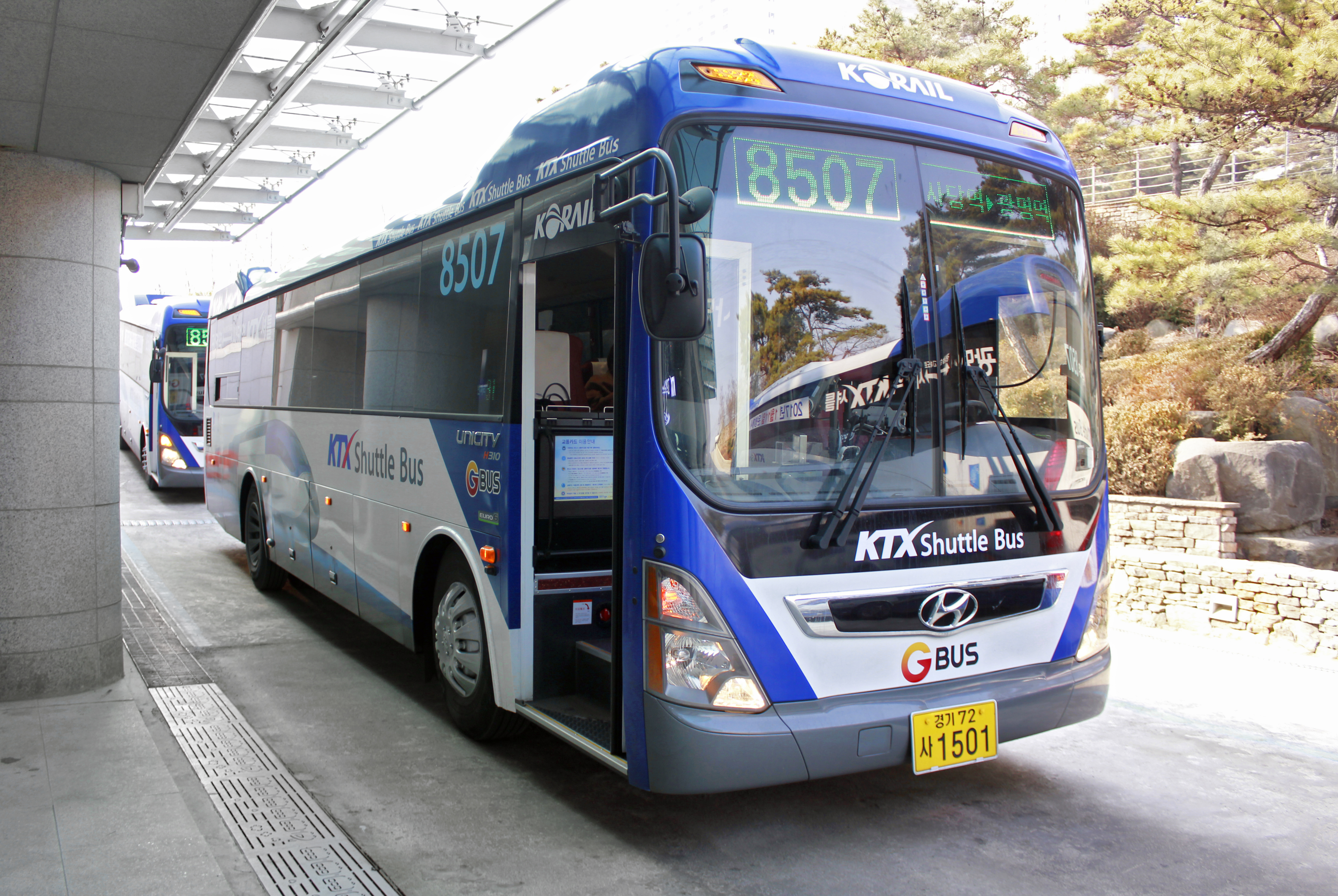
8507번

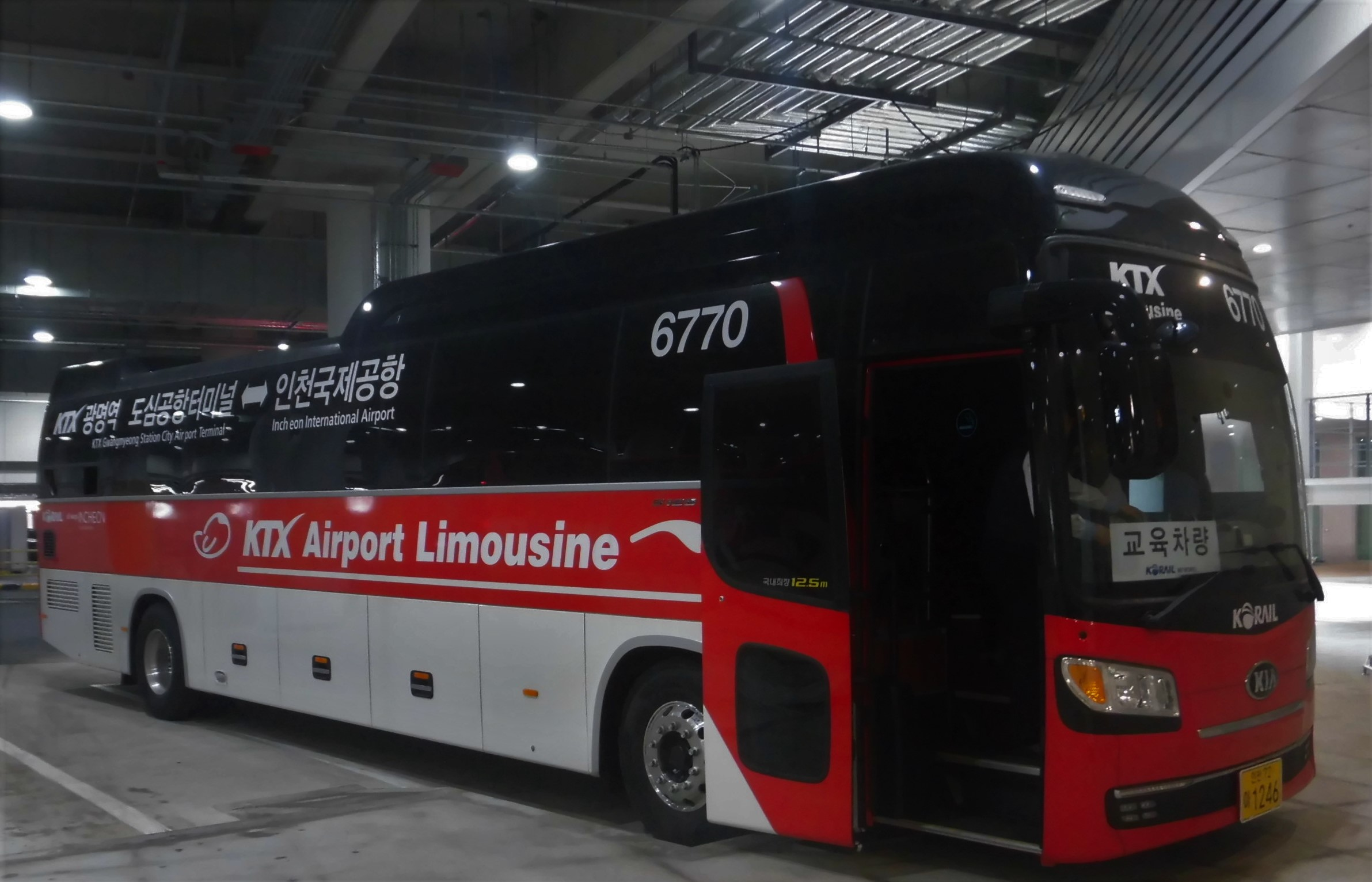
6770번

2021년 1월 기준이다.
| 운행업체       | 보유 노선수 | 보유 노선수 | 보유 노선수 | 보유 노선수 | 보유 노선수 | 등록 대수 | 등록 대수 | 등록 대수 | 등록 대수 | 등록 대수 |
| -------------- | ----------- | ----------- | ----------- | ----------- | ----------- | --------- | --------- | --------- | --------- | --------- |
| 운행업체       | 노선 합계   | 광역급행    | 직행좌석    | 일반좌석    | 시내일반    | 대수 합계 | 광역급행  | 직행좌석  | 일반좌석  | 시내일반  |
| 코레일네트윅스 | 1           | 1           | -           | -           | -           | 11        | 11        | -         | -         | -         |

### 운행 노선

#### 공항버스
2018년 1월 17일부터 광명역과 인천공항을 오가는 KTX 공항버스가 개통되었다. 광명역에서 인천공항 제1터미널까지는 약 50분이 소요되고 인천공항 제2터미널까지는 70분이 소요되며, 6770번으로 운송 면허를 부여 받았다.
- ● 6770번 : 광명역 - 인천공항 (2018년 1월 17일 신설)

### 이전 노선
- ● 8507번: 광명역 - 사당역 (2023년 1월 1일부로 화영운수로 이관)

### 보유 차량

#### 기아
- 기아 뉴 그랜버드 이노베이션 실크로드

## 조직

### 비상임이사
- 교통사업본부
  - 주차사업처
  - 교통시스템처
  - 연계교통사업처
- 역무사업본부
  - 광역사업처
  - 여객사업처
  - 특송사업처
  - 철도고객센터
- 경영혁신단
  - 성과전략처
  - R&D센터
  - 서비스혁신센터
- 경영지원실
  - 경영기획처
  - 재무처
  - 인사노무처
- 감사실